# Hart bei Graz
Hart bei Graz (früher Hart bei St. Peter) ist eine Gemeinde östlich von Graz in der Steiermark (Österreich) mit 5533 Einwohnern (Stand 1. Jänner 2025).

## Geografie
Hart gehört zum Bezirk Graz-Umgebung. Die Gemeinde liegt im oststeirischen Hügelland auf 350 bis 500 Meter Seehöhe zwischen der Landeshauptstadt Graz und Laßnitzhöhe. Bestimmende Fließgewässer sind der Ragnitzbach im Norden und der Raababach im Süden des Gemeindegebiets.
Die Gemeinde umfasst eine Fläche von 11,02 Quadratkilometer, davon sind 35 % landwirtschaftliche Nutzfläche, 18 % Gärten und 36 % Wald.

### Gemeindegliederung
Die Gemeinde besteht aus zwei Katastralgemeinden (Fläche Stand 31. Dezember 2023):
- Hart bei St. Peter (664,59 ha)
- Messendorf (437,29 ha)

Einzige Ortschaft ist Hart bei Graz, weitere Ortsteile sind Autal, Hohenrain, Klinzelweg, Pachern, Reintal und Sternleiten.

### Nachbargemeinden
| Graz | Kainbach bei Graz                           |             |
| Graz | Kompassrose, die auf Nachbargemeinden zeigt | Laßnitzhöhe |
| Graz | Raaba-Grambach                              |             |

## Geschichte
Als größerer Ort entstand Hart erst im 16. Jahrhundert aus Siedlungen eines ausgedehnten Weinbaugebietes. Der Name kommt vom früheren Wort hart (großer Wald), ist aber erst seit 1608 schriftlich überliefert. Er dürfte auf die Besiedlung durch die Franken und deren Rodungen im 8. Jahrhundert zurückgehen. Bereits im 6. Jahrhundert waren einige Gebiete von Alpenslawen besiedelt.
Die Gemeinde wurde nach Aufhebung der Erbuntertänigkeit 1848 im Zuge der Landreform aus einzelnen Grundherrschaften als „Hart, Pfarre St. Peter“ gebildet.
Von der großdeutschen Regierung wurde 1938 Teile von Hart und des seinerzeit benachbarten Messendorf nach Groß-Graz eingegliedert, und der Rest unter dem Namen Hart bei St. Peter vereinigt. Deshalb liegt der eigentliche Hauptort, die Rotte Hart, heute in der Gemeinde Raaba.
Im Jahr 1986 wurde die Gemeinde in Hart bei Graz umbenannt.
Die Gemeinde schrieb im Jahr 2022 einen städtebaulichen Wettbewerb zur Gestaltung des Ortszentrums aus. Das Siegerprojekt von Volker Giencke hat einen stark landschaftsarchitektonischen Zugang. Eine Terrasse soll eine als Diagonalverbindung zwischen der Hauptstraße und dem Johann Kamper-Ring schaffen. Durch die Aufstockung des Geschäftszentrums und Ausbildung einer Stadtterrasse soll eine Nachverdichtung des Ortskerns erfolgen.

### Bevölkerungsentwicklung
| Hart bei Graz: Einwohnerzahlen von 1869 bis 2024    | Hart bei Graz: Einwohnerzahlen von 1869 bis 2024 | Hart bei Graz: Einwohnerzahlen von 1869 bis 2024 | Hart bei Graz: Einwohnerzahlen von 1869 bis 2024 | Hart bei Graz: Einwohnerzahlen von 1869 bis 2024 |
| --------------------------------------------------- | ------------------------------------------------ | ------------------------------------------------ | ------------------------------------------------ | ------------------------------------------------ |
| Jahr                                                |                                                  |                                                  |                                                  | Einwohner                                        |
| 1869                                                | 1869                                             |                                                  | 694                                              | 694                                              |
| 1880                                                | 1880                                             |                                                  | 737                                              | 737                                              |
| 1890                                                | 1890                                             |                                                  | 765                                              | 765                                              |
| 1900                                                | 1900                                             |                                                  | 732                                              | 732                                              |
| 1910                                                | 1910                                             |                                                  | 783                                              | 783                                              |
| 1923                                                | 1923                                             |                                                  | 803                                              | 803                                              |
| 1934                                                | 1934                                             |                                                  | 1.089                                            | 1.089                                            |
| 1939                                                | 1939                                             |                                                  | 985                                              | 985                                              |
| 1951                                                | 1951                                             |                                                  | 1.212                                            | 1.212                                            |
| 1961                                                | 1961                                             |                                                  | 1.791                                            | 1.791                                            |
| 1971                                                | 1971                                             |                                                  | 2.178                                            | 2.178                                            |
| 1981                                                | 1981                                             |                                                  | 2.525                                            | 2.525                                            |
| 1991                                                | 1991                                             |                                                  | 3.264                                            | 3.264                                            |
| 2001                                                | 2001                                             |                                                  | 4.189                                            | 4.189                                            |
| 2011                                                | 2011                                             |                                                  | 4.453                                            | 4.453                                            |
| 2021                                                | 2021                                             |                                                  | 5.346                                            | 5.346                                            |
| 2024                                                | 2024                                             |                                                  | 5.483                                            | 5.483                                            |
| Quelle(n): Statistik Austria, Gebietsstand 1.1.2021 |                                                  |                                                  |                                                  |                                                  |

## Kultur und Sehenswürdigkeiten

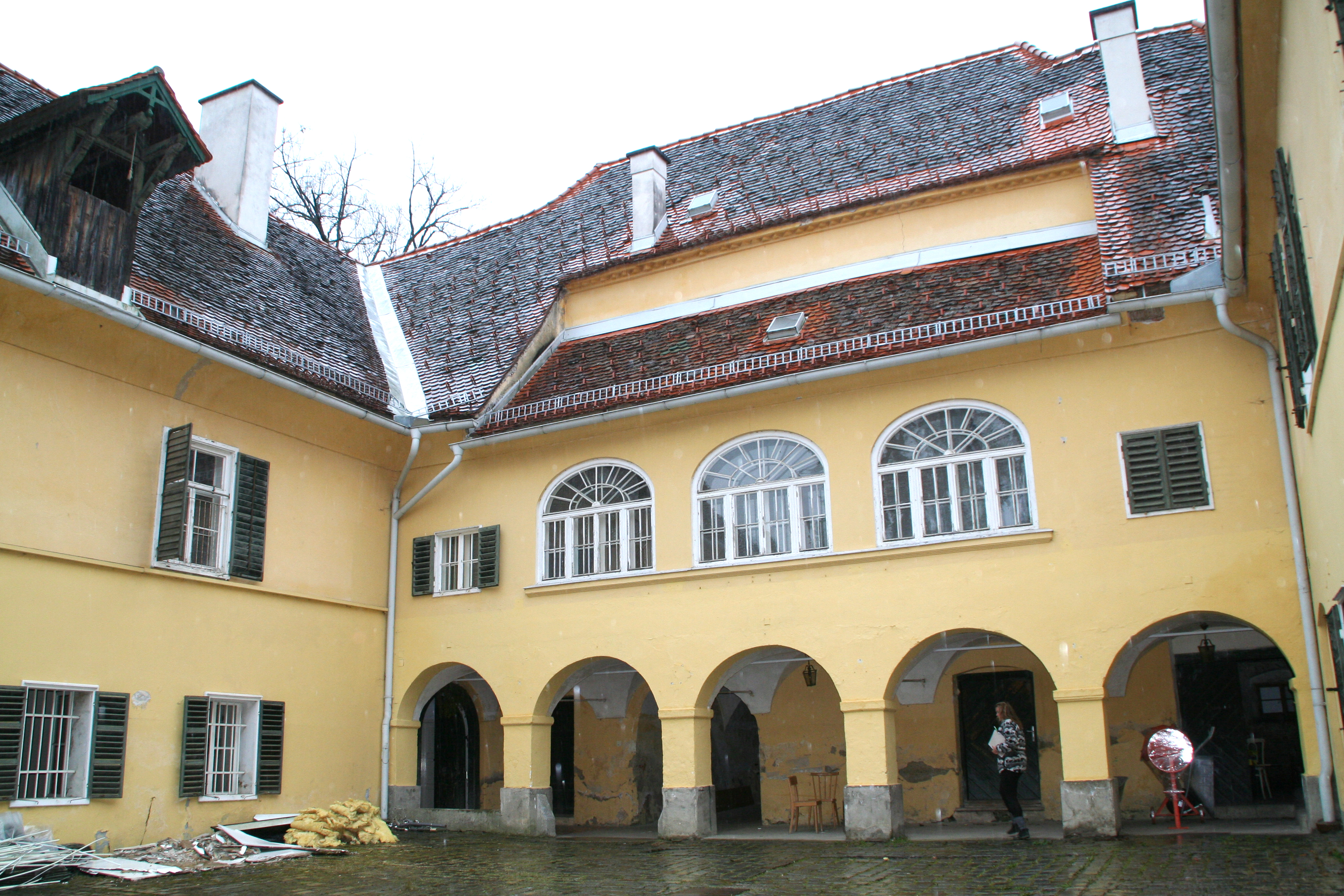
Schloss Reinthal

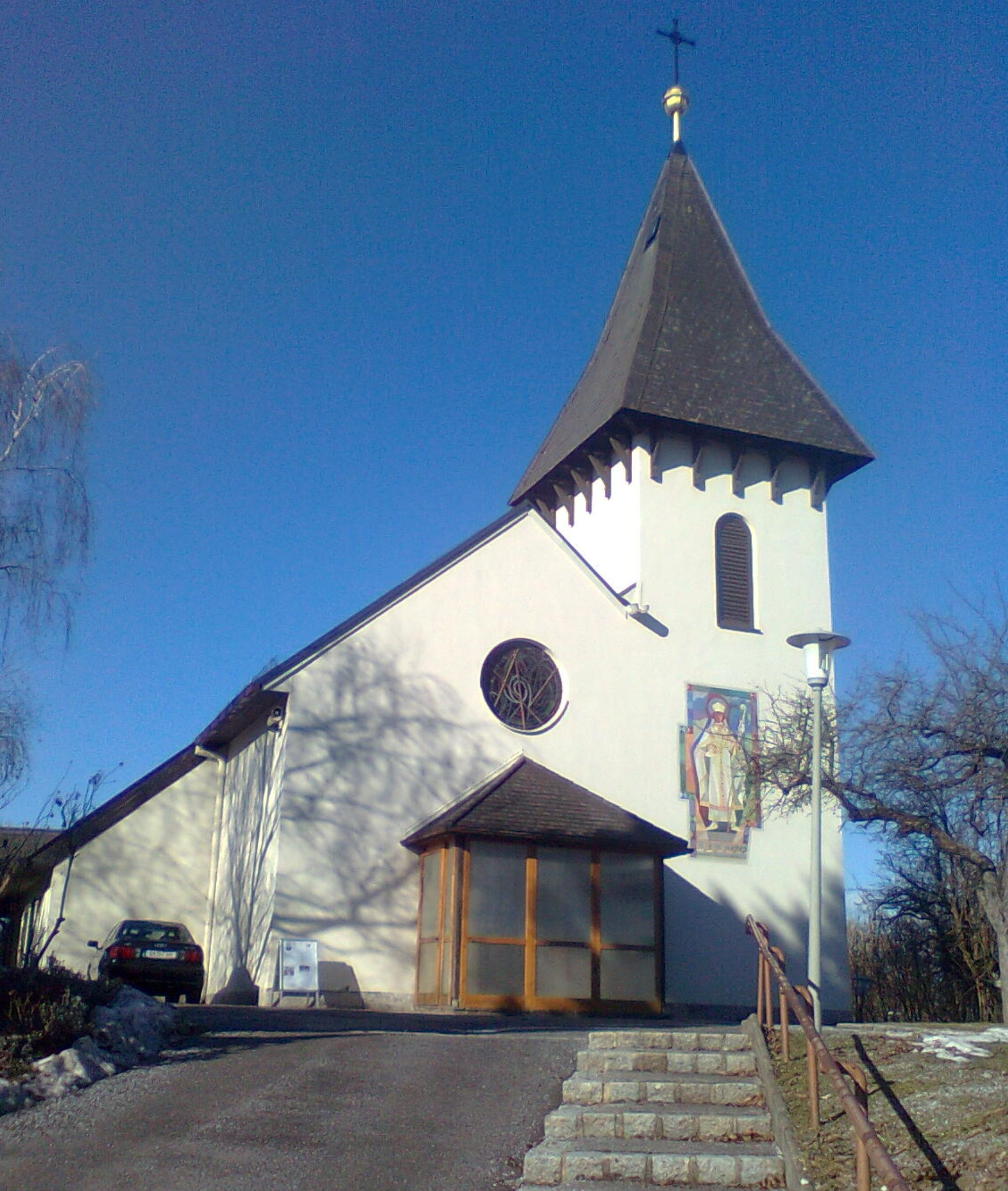
Rupertikirche in Hohenrain

- Schloss Reinthal
- Die Filialkirche Hl. Rupert, auch Rupertikirche, benannt nach dem Heiligen Rupert von Salzburg, befindet sich in Hohenrain, direkt an der Stadtgrenze von Graz (9. Gemeindebezirk Waltendorf) in der Nähe des Schlosses Lustbühel. Sie gehört als Filialkirche zur Pfarre Graz-St. Peter im Dekanat Graz-Süd der Stadtkirche Graz.

## Wirtschaft und Infrastruktur
Hart bei Graz liegt an der Süd Autobahn A 2. Die nächstgelegenen Anschlussstellen sind Laßnitzhöhe (exit 169) in rund sechs Kilometer Entfernung für die Fahrtrichtung Wien und Graz-Raaba sowie Graz-Puchwerk am Autobahnzubringer Graz-Ost in rund fünf Kilometer Entfernung. In der Nachbargemeinde Kainbach bei Graz kann in rund sieben Kilometer die Gleisdorfer Straße B 65 erreicht werden.
Die Steirische Ostbahn führt durch den Ort. Am 13. September 2010 wurde in Hart eine neue Haltestelle eröffnet, welche die bisherige Haltestelle in Autal ersetzte. Der Hauptbahnhof Graz ist rund elf Kilometer entfernt.
Die Entfernung zum Flughafen Graz beträgt ungefähr 15 Kilometer.
Die Abwässer der Gemeinde werden in der Kläranlage der Stadt Graz in Gössendorf gereinigt und anschließend der Mur zugeführt.
Das Unternehmen Knapp AG hat seinen zentralen Sitz in Hart bei Graz.

### Sport
Der Fußballclub SV Pachern spielt in der steirischen Oberliga.
Der Eishockeyclub EC Rattlesnakes spielt in der steirischen Eliteliga.

## Politik

### Gemeinderat
Der Gemeinderat hat 25 Mitglieder.
- Nach den Gemeinderatswahlen in der Steiermark 2000 hatte der Gemeinderat folgende Verteilung: 12 SPÖ, 5 ÖVP, 2 GRÜNE und 2 FPÖ.
- Nach den Gemeinderatswahlen in der Steiermark 2005 hatte der Gemeinderat folgende Verteilung: 14 SPÖ, 4 ÖVP und 3 GRÜNE.[10]
- Nach den Gemeinderatswahlen in der Steiermark 2010 hatte der Gemeinderat folgende Verteilung: 14 SPÖ, 4 ÖVP, 2 GRÜNE und 1 FPÖ.[11]
- Nach den Gemeinderatswahlen in der Steiermark 2015 hatte der Gemeinderat folgende Verteilung: 7 Bürgerliste Lebenswertes Hart bei Graz, 7 SPÖ, 3 ÖVP, 2 FPÖ, 1 GRÜNE und 1 NEOS.[12]
- Nach den Gemeinderatswahlen in der Steiermark 2020 hatte der Gemeinderat folgende Verteilung: 11 Bürgerliste Lebenswertes Hart bei Graz, 8 SPÖ, 3 ÖVP, 1 GRÜNE, 1 FPÖ und 1 NEOS.[13]
- Nach den Gemeinderatswahlen in der Steiermark 2025 hat der Gemeinderat folgende Verteilung: 11 Bürgerliste Lebenswertes Hart bei Graz, 6 SPÖ, 4 ÖVP, 2 FPÖ, 1 GRÜNE und 1 NEOS.[14]

### Bürgermeister
Amtierender Bürgermeister ist seit April 2025 Franz Tonner (ÖVP).
Seit der Bildung der Gemeinde in ihrer heutigen Form am 1. Jänner 1939 gab es in Hart bei Graz (zuvor „Hart bei Sankt Peter“) folgende Bürgermeister:
- 1939–1945 Franz Scholz
- 1945–1946 Josef Hartmann (provisorisch)
- 1946–1950 Mathias Paulitsch
- 1950–1954 Josef Hartmann
- 1954–1965 Josefine Pacher
- 1965–1976 Rudolf Lantschbauer
- 1976–1987 Peter Schnedlitz
- 1987–2014 Gerhard Payer
- 2014–2015 Michael Bischof
- 2015–2025 Jakob Frey
- 2025–0000 Franz Tonner (ÖVP)[16]

### Wappen
Die Verleihung des Gemeindewappens erfolgte mit Wirkung vom 1. Mai 1996 durch die Steiermärkische Landesregierung. Der Entwurf erfolgte durch Heinrich Purkarthofer. Wegen des Waldreichtums von Hart bei Graz umrahmen die Flechten (die Gemeinde ließ eine wissenschaftliche Untersuchung über den Flechtenreichtum vornehmen) das Wappen des Schrannenadvokaten Bartholomäus Rues (Rose), angebracht an dem von ihm 1545 erbauten Ansitz Reinthal.

Blasonierung (Wappenbeschreibung):
„In Silber ein grün beblätterter Rosenstrauch mit drei gefüllten roten Rosen, umrahmt von einem grünen, mit silbernen Flechten belegten Bord.“

## Persönlichkeiten

### Ehrenbürger der Gemeinde
- 1972: Paul Anton Keller (1907–1976), Schriftsteller
- 1986: Hans Groß (1930–1992), Landeshauptmann-Stellvertreter[19]

### Söhne und Töchter der Gemeinde
- Karl Maitz (* 1939), Politiker der SPÖ, Abgeordneter zum Steiermärkischen Landtag 1974–1994, Abgeordneter zum Nationalrat 1994–1999